# Mubarak Shah
Mubarak Shah was khan van het Khanaat van Chagatai van 1252 tot 1260 en nogmaals in 1266.
Mubarak was de zoon van Qara Hulegu en Orghina. Zijn grootvader was Mö'etüken en zijn overgrootvader was Chagatai Khan. Zijn betovergrootvader was Genghis Khan. Door zijn afstamming van deze Centraal-Aziatische heersers had hij een claim op de titel van khan van het Khanaat van Chagatai, waar hij van 1252 tot 1260 en later weer in 1266 ook daadwerkelijk over regeerde, ondanks de strijd om de macht die op dat moment gaande was.
Na de dood van zijn vader Qara Hulagu nam Mubarak Shah de macht over het Khanaat van Chagatai over, waarbij zijn moeder als regentes fungeerde. Beiden waren moslims en regeerden ook als zodanig. Door de dood van Mangu en de strijd tussen diens broers Koeblai Khan en Ariq Boke over wie er khagan van het Mongoolse Rijk moest worden, kwam Mubarak Shahs positie echter in gevaar: hij werd door Ariq Boke onttroond ten gunste van Alghu, de zoon van Chagatai en dus Mubaraks oudoom. Dit had als reden dat Ariq Boke probeerde via de families van Ögedei en Chagatai aan aanhangers te komen en Mubarak Shah en zijn familie van oudsher trouw waren aan Mangu, een zoon van Tolui, die verantwoordelijk was geweest voor het benoemen van Qara Hulagu tot khan van het Khanaat van Chagatai.
Toen Alghu de strijd aanbond met zijn vroegere beschermheer, Ariq Boke, werd hij hierbij gesteund door Koeblai Khan. Dit zorgde ervoor dat het Khanaat van Chagatai weer onder diens invloed kwam. Nadat Koeblai eenmaal definitief khagan was en zijn macht had bevestigd, overleed Alghu. Orghina dacht haar zoon weer aan de macht te kunnen helpen, zodat zonder Koeblai's toestemming Mubarak Shah in 1266 weer khagan werd. Koeblai steunde echter Baraq, een andere troonpretendent en net als Mubarak een achterkleinzoon van Chagatai Khan. Mubaraks leger koos echter de kant van Baraq en keerde zich tegen haar meester. Hierdoor liep Mubarak Shah in 1271 over naar het kamp van de laatste overgebleven vijand van Koeblai: Kaidu. Toen dit echter niet het gewenste effect had, koos Mubarak de kant van de Il-khan, Abaqa: ook een vijand van Kaidu en nominaal een vazal van Koeblai.